# Зеленодольська міська територіальна громада
Зеленодольська міська територіальна громада — територіальна громада в Україні, в  Криворізькому районі Дніпропетровської області. Адміністративний центр — місто Зеленодольськ.
Площа громади — 311,9 км², населення — 19 485 мешканців (2018).
Утворена 30 липня 2015 року шляхом об'єднання Зеленодольської міської та Великокостромської, Мар'янської сільських рад Апостолівського району.

## Населені пункти
До складу громади входять 1 місто і 3 села:
| Населений пункт | Населення (2015) |
| --------------- | ---------------- |
| Зеленодольськ   | 14030            |
| Мар'янське      | 3821             |
| Велика Долина   | 2385             |
| Мала Долина     | 620              |